# 金勝浩一
金勝 浩一（かねかつ　こういち）は、日本の美術監督である。1963年東京生まれ。横浜放送映画専門学院（現・日本映画大学）卒業。映画『トカレフ』にて美術監督デビュー。映画の他テレビ、広告なども手掛ける。1999年、映画美術の仲間と自ら下北沢にミニシアター映画館「シネマ下北沢」を施工、設計、開館営業した。

## 主な作品

### 映画
- 天使のはらわた 赤い閃光（1994年）
- 修羅の帝王（1994年）
- 武闘の帝王2（1994年）
- トカレフ（1994年）
- BOXER JOE（1995年）
- ビリケン（1996年）
- 金色のクジラ（1996年）
- スワロウテイル（1996年）
- 傷だらけの天使（1997年）
- 卓球温泉（1998年）
- きみのためにできること（1999年）
- 洗濯機は俺にまかせろ（1999年）
- 月（2000年）
- 忘れられぬ人々（2000年）
- 羊のうた（2001年）
- 光の雨（2001年）
- ピンポン（2002年）
- 赤目四十八瀧心中未遂（2002年）
- JUSTICE（2003年）
- OLDK（2003年）
- ロボコン（2003年）
- 雨鱒の川（2003年）
- L'amant ラマン（2004年）
- 不良少年の夢（2004年）
- 火火（2004年） - 映像技術賞奨励賞受賞[1]
- 僕と彼女の×××（2005年）
- 疾走（2005年）
- ゲルマニウムの夜（2005年）
- 不良少年（ヤンキー）の夢（2005年）
- 天使の卵（2006年）
- どろろ（2006年）
- 天然コケッコー（2007年）
- 0093女王陛下の草刈正雄（2007年）
- Life 天国で君に逢えたら（2007年）
- アフタースクール（2007年）
- シャカリキ!（2008年） - コンセプトデザイン担当。
- 石内尋常高等小学校 花は散れども（2008年）
- 感染列島（2008年）
- のんちゃんのり弁（2009年）
- ちょんまげぷりん（2010年）
- 東京島（2010年）
- 一枚のハガキ（2011年） - 第66回毎日映画コンクール美術賞受賞[1][2]
- 神様のカルテ（2011年）
- 麒麟の翼（2012年）
- 鍵泥棒のメソッド（2012年）
- 人生、いろどり（2012年）
- 県庁おもてなし課（2013年）
- さいはてにて-やさしい香りと待ちながら-（2015年）
- 杉原千畝 スギハラチウネ（2015年）
- 貌斬り KAOKIRI〜戯曲「スタニスラフスキー探偵団」より〜（2016年）
- チア☆ダン〜女子高生がチアダンスで全米制覇しちゃったホントの話〜（2017年）

### テレビドラマ
- 私立探偵 濱マイク（2002年）
- タスクフォース（2002年）
- 浅草キッド（2002年）
- タイムリミット（2003年）
- 4TEEN（2004年）
- 遠い日のゆくえ（2010年）
- 白虎隊〜敗れざる者たち（2013年）
- セーラーゾンビ（2014年）[3]